# シオダマリミジンコ属
シオダマリミジンコ属（シオダマリミジンコぞく、Tigriopus）は、ソコミジンコ目に属するカイアシ類の1属。海岸線で一番高い位置の潮溜まりにのみ生息する、赤っぽいケンミジンコである。

## 概説
本属は形態的にはさほど特徴のないケンミジンコで、ただし色は赤みを帯びた目立つものである。海には多くのケンミジンコ類が生息するが、本属のものは、岩礁海岸で岩のくぼみに貯まった海水域、いわゆる潮溜まりのみを生活の場としている。それも潮間帯より更に上、潮上帯から飛沫帯のもののみにいる。この区域は満潮になっても常時には海水が入らず、普通は水しぶきでのみ海水が進入する区域であり、従って好天時には蒸発により高温高塩分濃度に、雨天時には淡水が入って低塩分濃度になってしまうなど、環境条件の変化が著しい。本群はこのような変化によく耐える。そのために飼育が容易でモデル生物として利用され、また稚魚の餌などを目的として増殖が行われる例もある。なお、単にシオダマリミジンコと言えば日本産の種 T. japonicus の標準和名である。以下、この名を使う時はこの種を指す。

## 特徴

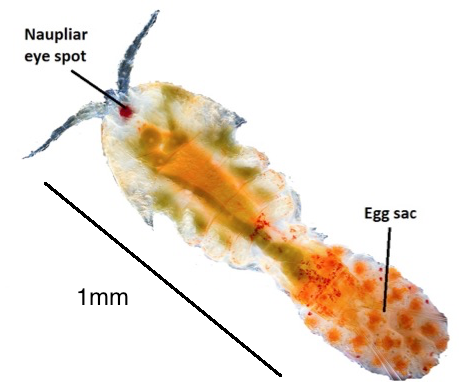
シオダマリミジンコ・卵塊を持った雌成体

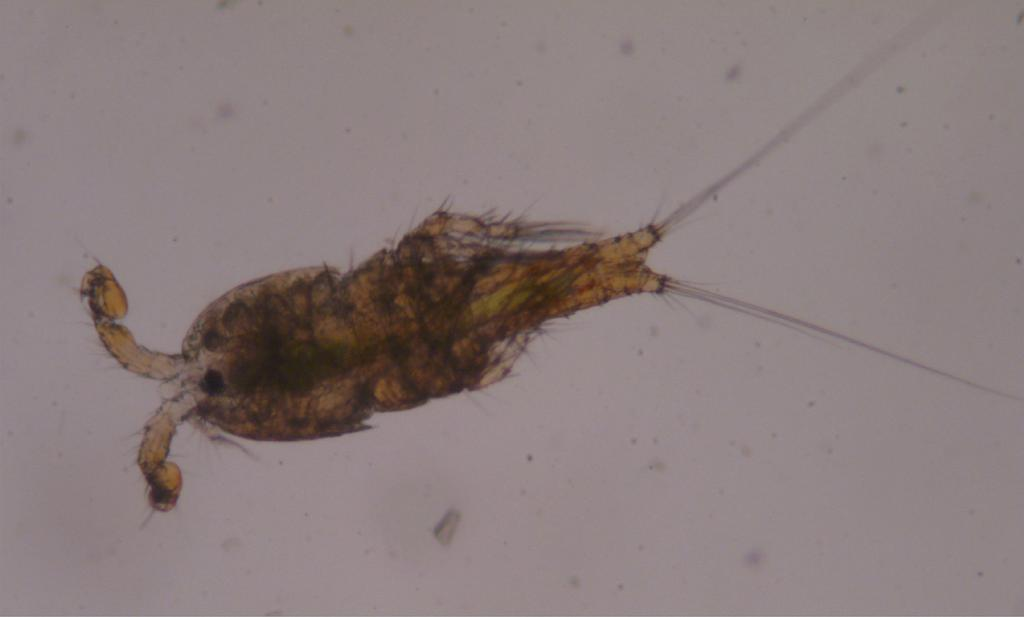
シオダマリミジンコ・雄成体

自由生活のケンミジンコ類は、外見的には幅広い前体部と幅の狭い尾体部に大きく分かれ、前体部の前半は一つの頭胸部で背甲に覆われ、後半の後体部と尾体部は体節に分かれる。また頭胸部から長い第1触角が、尾体部の末端から左右に尾叉が伸びる。その中でソコミジンコ目は前体部と尾体部の幅に差が少なく、第1触角は短いのが外見的な特徴となっている。本群もこの範疇に含まれるが、この類としては前体部の幅が広く、ケンミジンコ目のもののようにも見える。雄の第1触角は把持器になる。雄の第2触角は9節からなり、第2触角の外肢は3節からなる。第1脚の内肢、外肢はそれぞれ3節あり、その形は把握的で、先端にある剛毛は鈎爪状。第2脚は、雄では内肢第2節の両端が角状に伸びて突起になる。第5脚では基部の節が雌は大きな葉状に広がり、その縁に数本の剛毛があるが、雄では広がらず、剛毛は1本のみ。
大きさは本州に見られる種であるシオダマリミジンコで雌は体長1.2mm、雄は0.9mmである。いずれも褐色から赤褐色のはっきりした色がある。このため、日本では「赤コペ」（おそらく「赤いコペポーダ」の略・コペポーダはカイアシ類のこと）との通称が用いられた由。

## 分布と生育環境
世界各地で、いずれも海岸の潮溜まりを生息域とする。それも、満潮線（満潮時に海水が到達する線）以上の区域である潮上帯からしぶきが飛び込む範囲である飛沫帯までの潮溜まりがこの属の生息域である。そのような潮溜まりで、この類はかなりの高密度で生息し、時に潮溜まりがこの類の色に染まって見えることがある。こうした環境で同一群集内に同所的に出現する節足動物に、日本ではチャイロチビゲンゴロウ（成虫・幼虫）、トウゴウヤブカ（幼虫・蛹）が知られる。
広域分布種としては、シオダマリミジンコが日本を含む東アジアに、カリフォルニアシオダマリミジンコ T. californicus は南北アメリカから南極海の島、アフリカにまで分布する。ヨーロッパには T. brevicornis （と T. fulvus ）が広く分布する。下記のようにこの類は様々な分野の研究に使われるが、それらは主としてこの3種を用いて行われている。

### 環境への耐性
この種の生息域は上記のように潮間帯と言っても、高潮線の更に上にある潮溜まりである。そこにある水は常に新鮮な海水の供給を受けることが保証されておらず、大半の時間を海から切り離され、孤立した小さな止水として存在する。そのため晴天の昼間には非常に高温となり、また冬には海水より遙かに低温になる。塩分濃度の面でも蒸発による高濃度化、雨水など淡水の流入による低下が起きる。この動物はそのような変化への強い耐性がある。和歌山県白浜町の調査では、シオダマリミジンコの生息場の環境は、水温では冬には4℃に下がり、夏には40℃まで上昇する。ちなみに北海道での研究では最低水温は-2℃であった。塩分濃度は最低時に0.25‰、最高で49.59‰であった。塩分濃度は季節に限らず、潮の干満や蒸発、降水などで変化したが、30‰以上の高濃度になるのは夏期に限られていた。蒸発が激しいと干上がる場合があるが、直後の降水で貯まった水にこの動物が動いているのが観察された例もあり、また、そうでなくても2週間後には発生が見られた。これは卵が卵嚢に包まれていることである程度の耐久性があるのではとも考えられている。

## 生態など

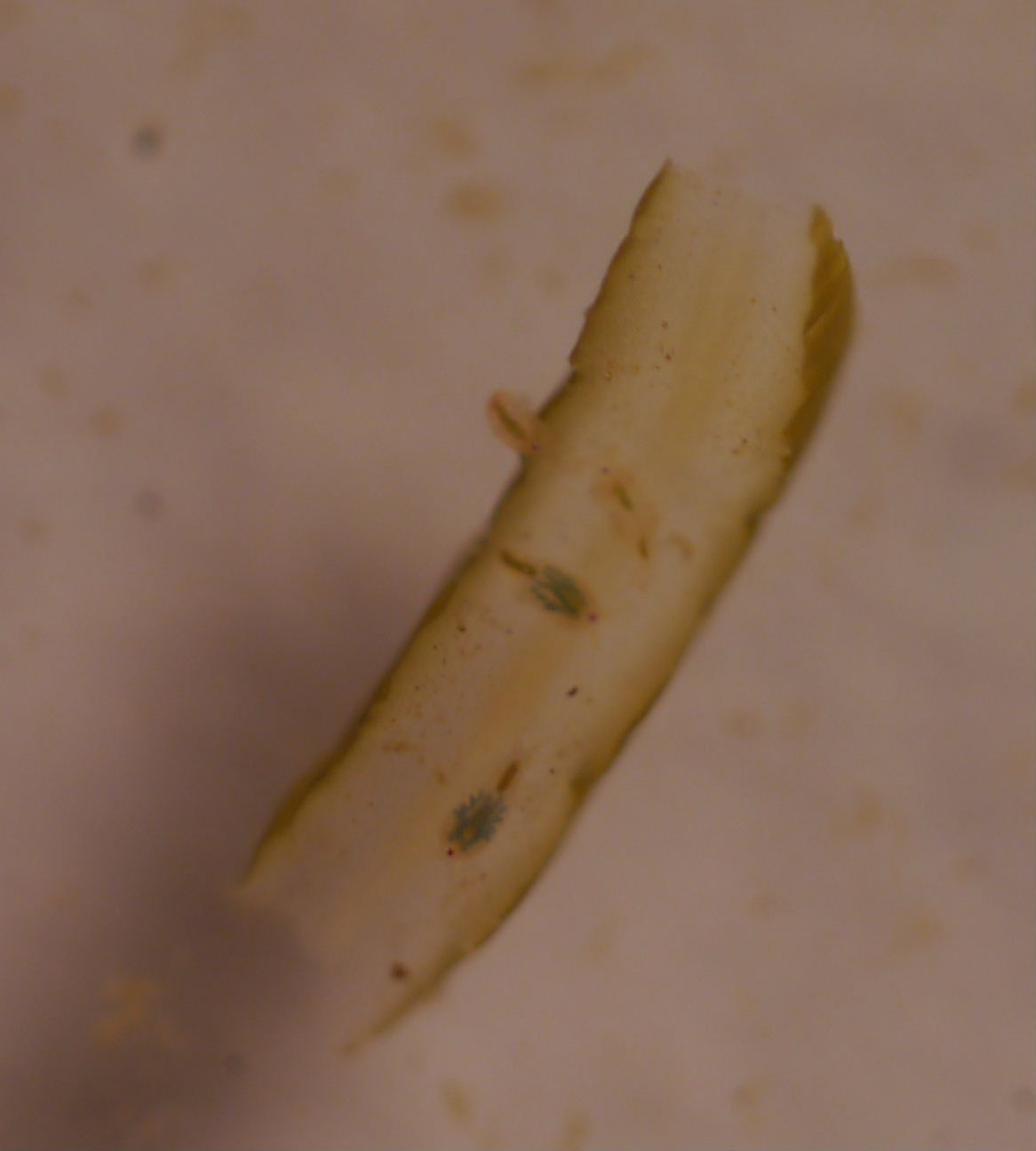
餌として与えた乾燥コンブの破片に集まる様子

ソコミジンコ目のケンミジンコは、その名の通りに底生生活で、水底を這い回るものが多い。これに対し、本属のものは、底を這うこともあるが、よく泳ぎもする。餌となるのはデトリタスと底生の藻類である。摂食には、対象が例えばエビや藻類の破片のような小さい固形物である場合には口器で口の下に保持して、上唇に押し当て、大顎で削り取って食べる。触角の基部にある棘が餌を押さえる役割を担う。

### 生態分布の問題
本属のものは、潮上帯の潮溜まりにのみ生息する。そこで生存し繁殖出来ることは、彼らが塩分濃度や温度の変化に強い耐性を持つことで説明出来る。だが、他方でそれ以下のレベルにある潮溜まりに本属のものがいないことは、これでは説明できない。この理由について、低い帯域の潮溜まりには海水が流れ込むので、その水流に耐えられないのでは、との説もある。Dethier(1980)はこの現象を天敵のためと考え、人為的にこの属の1種、カリフォルニアシオダマリミジンコのいる潮溜まりに天敵を移入する、あるいはより低い帯域の潮溜まりにこれを移入する、といった実験を試みた。その結果、特に魚がいると本属のものはすぐに食べられてしまうことを確認し、潮上帯の潮溜まりが本属にとって天敵からの避難所になっているものと考えた。

### 分布と分化の問題
日本のシオダマリミジンコでは地域による変異が見られる。これは他の海産のカイアシ類とは異なり、本種の分布が連続していないため、地理的な変異が生じたものと考えられる。
それを含め、この属の分布と遺伝的分化の問題は重視されている。一般に地理的な隔離は遺伝的な変異を、ひいては種分化を促すものと考えられる。本属の生態分布は上記のように潮上帯の潮溜まりである。このような環境は海岸では普遍的に見られるものであるが、岩礁海岸に独特のものであるため、砂浜が随所にあることによって不連続となる。その上に潮上帯であることから、海水によってそれらが行き来することが自由にならない。つまり、ここに研究者にごく身近な環境であり、容易に触れることが出来る生物において、ある程度隔離された個体群がある程度連続的に、しかも海岸線という線の上に配置するという、この問題についての研究対象として興味深い例が存在することになる。これについて個体群生態学や集団遺伝学の立場から多くの研究がある。
さらに、このような潮溜まりは小さいものであっても、その中で本属の動物が多数生息し、繁殖することが出来るから、1つの潮溜まりにいる個体の集合が1つの個体群をなすと見ることが出来る。すると1つの岩礁にある複数の水たまりは、それぞれにある程度隔離された個体群の集合、つまりメタ個体群と考えることが出来る。海岸の潮溜まりの生物の多くはこのように見ることが出来るが、潮間帯のそれは満潮時に内部が入れ替わる可能性が大きく、隔離の程度は低い。また陸を歩くなどして潮溜まり間を移動出来るものについてもこのように考えるのは難しい。その点、本属のものは潮溜まり間の移動が困難と考えられ、きわめて好適な研究対象である。個々の潮溜まりを島と見なせば、島嶼生態学的研究の対象ともなる。
例えばBurton and Feldman(1981)では、カリフォルニアシオダマリミジンコの生息する北アメリカ西岸、約300kmに渡る地域の各所のサンプルについて遺伝的変異を調べた。その結果、各所で高い確率で独特な遺伝子が存在していた。また、距離が0.5km程度であっても、切り離されて存在する岩礁では遺伝子頻度に明瞭な差が見られたが、その個々の岩礁の中では遺伝的均一性が高かった。これはつまり、この種では生息地のパッチである岩礁間での個体の行き来がごく少ないことを意味する。

## 生活史
シオダマリミジンコでは寿命は実験室内においては孵化後70日ほどだが、野外においては（北海道の例）、越冬時には4ヶ月以上はあるものと考えられる。
発生段階としてはノープリウスが6期、コペポディド期が6期、これはカイアシ類の標準的なものであり、コペポディドの第6期が成体である。
シオダマリミジンコでの研究では、これらは以下の通りである。

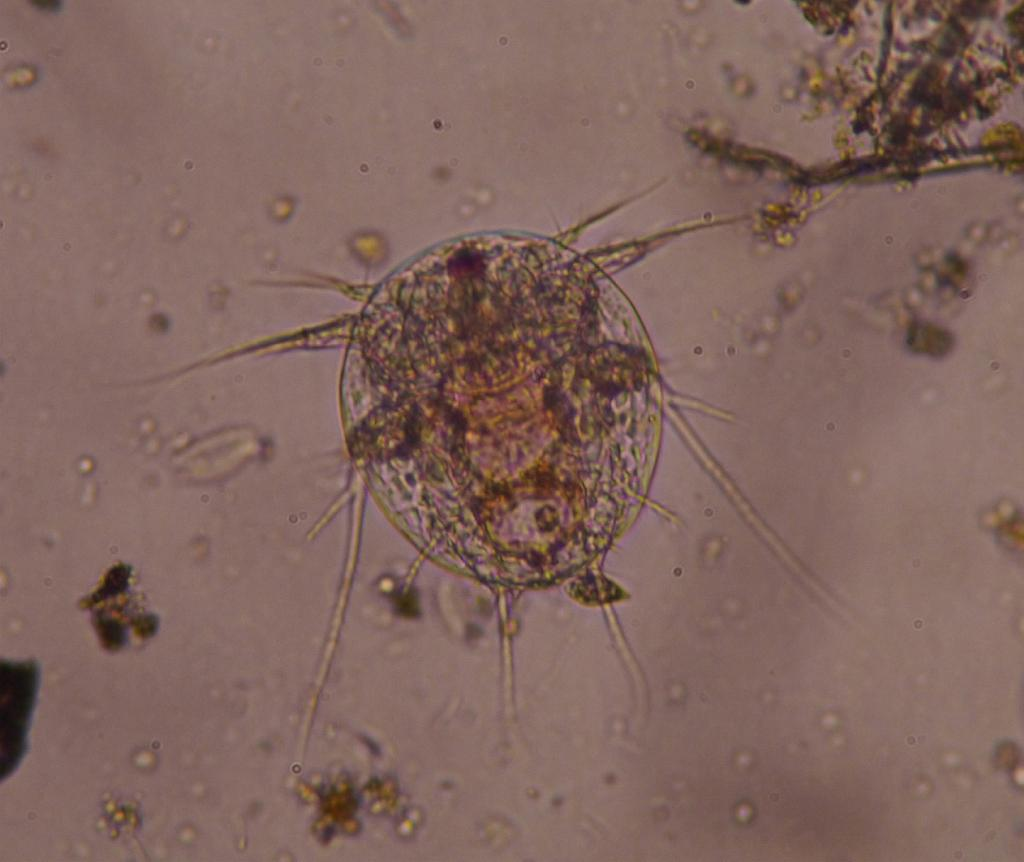
シオダマリミジンコ・ノープリウス幼生

ノープリウス期
第1ノープリウス期は、体は円形で腹背に扁平、無分節で0.102-0.107mm。２対の触角が発達し、その対の間に方形の上唇がある。大顎はごく小さい。後端に1対の長い棘を持つ。これ以降のノープリウス期も2対の触角と大顎には変化がない。構造そのものも体の後端に体節がわずかに見られる程度で、大きさは0.2mm程になる。
コペポディド期
第1コペポディド期は体長0.35mm。明らかに前が大きく、その体は5節に区分される。胸脚は第1、第2対がほぼ完成し、第3対は体節両端の膨らみとしてだけ認められる。第2コペポディドは7節があって、胸脚は3対がほぼ完成し、第4対はやはり小さな盛り上がりの形。第3コペポディドは8体節、胸脚は4対までほぼ完成。第4コペポディドでは性別が形態的に判別出来るようになる。体節は9、胸脚は5対。第５コペポディドは第6脚以外は成体とほぼ同じになり、触角などに見られる第二性徴が明確になる。第6コペポディドが成体。

### 生殖行動

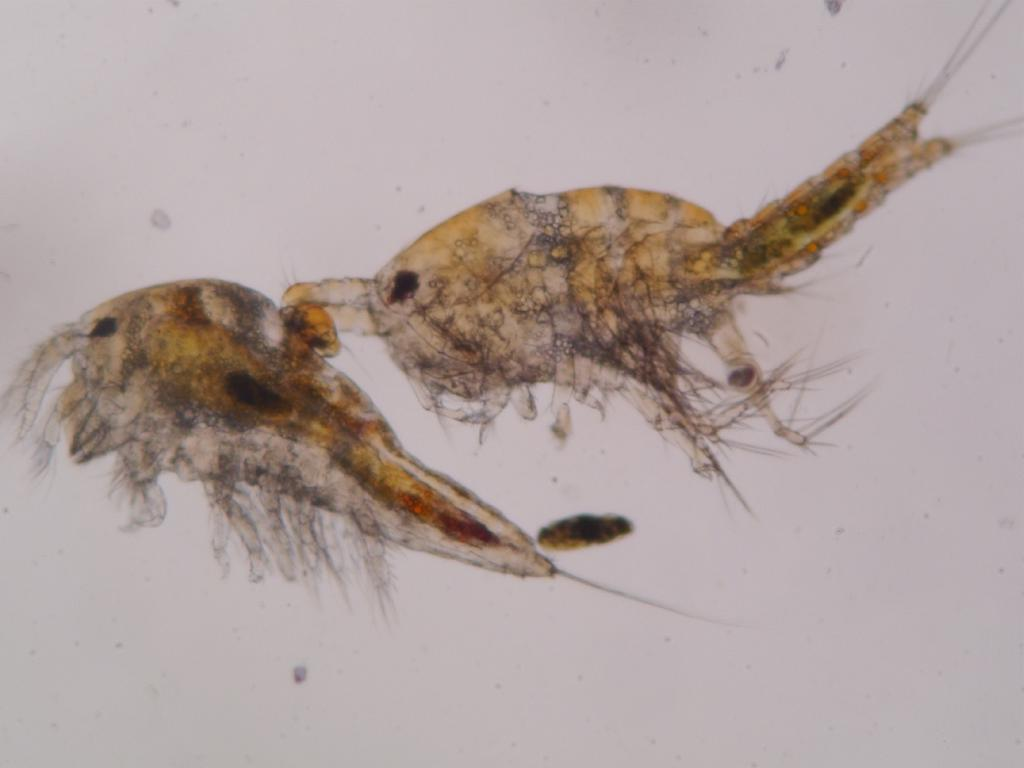
シオダマリミジンコ・雄が雌を把持

繁殖行動は、雄が雌を確保することから始まる。雄は雌の背後につき、第1触角先端の把持器によって雌の頭胸部を覆う背甲の後縁両端を把持する。
この時、雄は成熟したものだが、雌の方は成熟個体である例はあるものの数は少なく、多くの場合は未成熟である。シオダマリミジンコでは普通は第4、第5コペポディドであり、時には性の判別がまだ出来ないそれ以前のコペポディド幼生が雄に確保される例もあるという。カリフォルニアシオダマリミジンコでの例では、雄が確保した雌は第2～第5コペポディド期のものであった。雄が相手の性別を判別する能力はあやふやで、脱皮してみると雄であったという場合や、抱卵雌に掴まろうとする例なども知られている。
真の交接は雌が最終脱皮を行い、成熟（第6コペポディド）に至った直後に行われる。未熟雌を保持した雄は、それまでの期間、雄は雌を保持する。カリフォルニアシオダマリミジンコではそれは最大7日にもなる。交接は雄が雌の腹部に精包を着けることで行われる。雌は受精嚢に精子を保存し、それを使って繰り返し産卵することが出来る。卵は腹部の下面に1つ生じる卵嚢に収まる。

## 分類
世界に10種ほどがある。日本には以下の2種がある。
- Tigriopus　シオダマリミジンコ属
  - T. japonicus Mori　シオダマリミジンコ
  - T. igai Ito　イガシオダマリミジンコ

シオダマリミジンコは本州と、北海道、佐渡及び八丈島に分布する。イガシオダマリミジンコは小笠原諸島に分布する。両者は付属肢の形状や毛の数などで区別されている。シオダマリミジンコは日本だけでなく、朝鮮、中国、台湾と太平洋西岸に広く分布している。
なお、シオダマリミジンコはカリフォルニアシオダマリミジンコにとてもよく似ている。両者は雌では付属肢の構造などで区別出来るが、雄では形態の面では事実上は判別不能である。このことから両者が同一種ではないかとの疑問が出されたこともあるが、実験的に両者の交雑は出来ないことが確認されている。つまりこの2つは生殖的に隔離されており、別種と判断されている。
イガシオダマリミジンコに関しては形態的差異もはっきりしているとのこと。

## 利害
上記のように本類はその生息域の条件により、まず手に入れやすく、非常に生活温度や塩分濃度の変動に強い、つまり広温性・広塩性であり、そのために室内での培養が容易で、また繁殖サイクルが短くてよく繁殖する。そのような性質もあって遺伝学や生理学の実験動物としても用いられてきた。このことを指して、Dethierは本属のものを「potential as a 'marine fruit fly'（海のショウジョウバエとなる可能性がある）」と言っている。生態毒性の試験にはこの類が広く用いられる。
またそれを使用して繁殖させたものを稚魚の飼料にするなどの利用も行われている。